# Eurrhyparodes tricoloralis
Eurrhyparodes tricoloralis is een vlinder uit de familie van de grasmotten (Crambidae). De wetenschappelijke naam van deze soort is voor het eerst voorgesteld als Botys tricoloralis door Philipp Christoph Zeller in een publicatie uit 1852.

## Verspreiding
De soort komt voor in: 
- het Afrotropisch gebied: de Verenigde Arabische Emiraten, Jemen, Gambia, Mali, Sierra Leone, Kameroen, Gabon[1], Congo-Kinshasa, Kenia[1], Tanzania[1], Angola[1], Mozambique, Zimbabwe, Zuid-Afrika, Seychellen, Comoren, Madagaskar, Réunion, Mauritius, Maldiven,
- het Oriëntaals gebied: India, Sri Lanka, Thailand, Taiwan, Filipijnen, Maleisië[1], Indonesië (Java),
- het Palearctisch gebied: Zuid-Japan[2],
- het Australaziatisch gebied: Nieuw-Guinea, Australië, de Solomonseilanden en Fiji.

## Waardplanten
De rups leeft op Elephantopus mollis (Asteraceae).